# Sanctuaire de Notre-Dame de Garaison
Pour les articles homonymes, voir Notre-Dame.
 (mars 2025).
Notre-Dame-de-Garaison est un sanctuaire marial et un centre de pèlerinage ainsi qu'un établissement scolaire catholique primaire et secondaire situé dans la commune française de Monléon-Magnoac dans les Hautes-Pyrénées.
Garaison, mot gascon correspondant au mot français « guérison », est ici attribué à la Vierge Marie (« Notre-Dame de Garaison ») en raison de la grande réputation qu'avait autrefois ce sanctuaire, le plus fréquenté du sud de la France jusqu'à l'avènement de celui de Lourdes (1858).
La chapelle, qui date de 1540, est classée monument historique depuis 1924.

## Histoire

### Origines (1515-1840)
En 1515, la Vierge Marie serait apparue trois fois à la jeune bergère Anglèze de Sagazan. Elle rapporte les messages : « Ici, je répandrai mes dons », « Je veux que l'on construise une chapelle », « N'oubliez pas de remercier Dieu de ses bienfaits ». Après les apparitions de la Vierge, une petite chapelle est construite près de la source. De nombreux pèlerins viennent s'y recueillir, se faisant de plus en plus important, aussi la petite chapelle est remplacée par l'actuelle construite en 1540.
En 1905, l'écrivain et politicien anticlérical Jean de Bonnefon souligne certaines ressemblances entre les origines des sanctuaires de Garaison et celui de Lourdes : à Garaison, dans une année d'une grande stérilité, la Vierge, habillée de blanc, apparaît à une bergère pauvre, âgée de dix ou douze ans, près d'une source ombragée par une aubépine, et elle demande une chapelle ; les autorités ne croient la messagère qu'après deux autres apparitions et un miracle ; la population se rend alors en procession sur les lieux de l'apparition ; on construit la chapelle demandée et on y conduit l'eau de la source ; les miracles et les guérisons soudaines se multiplient et la voyante entre dans un monastère, les consuls de Monléon lui ayant assuré une pension viagère provenant des offrandes déposées à la chapelle. Bonnefon voyait dans ces ressemblances la preuve que « l'abbé [Dominique] Peyramale et ses complices (...) ont profité des expériences faites trois siècles plus tôt dans les Pyrénées, au village de Garaison ». La grande différence est que la source de Garaison existait avant l'apparition alors que Bernadette découvrit la source miraculeuse de Lourdes sur l'indication de la Vierge.
De 1600 à la Révolution française, sous l'impulsion de l'évêque d'Oloron et des religieux résidents, Notre-Dame-de-Garaison est un important lieu de pèlerinage.
Une place de chapelain était à la nomination des consuls de Monléon.
Sous l'Ancien Régime, l'enseignement est déjà un des aspects importants de l'activité du monastère. Dès l'origine, le niveau de l'école musicale attenante y est élevé, comme toujours dans ce type d'établissement alors lié à une église. Le célèbre baryton François Lay (ou Lays), né en 1758, est d'abord sorti de cette maîtrise de garçons, élément du chœur professionnel lié lui aussi à l'édifice. L'objectif premier de ce type d'écoles était de former les interprètes (les chantres) nécessaires à la liturgie vocale dans les différents offices. Outre le chant et plus généralement la musique (y compris la composition), on y enseignait le jeu de plusieurs instruments dont le serpent et le basson, la viole de gambe puis le violoncelle, l'orgue et le clavecin. Pour cela, il était tout aussi indispensable que les élèves apprennent pour le moins, dans le même établissement, le latin, la « grammaire », et les « comptes »... Parmi les « maîtres de musique » (les maîtres de chapelle), on relève les noms d'Antoine Faguer ou Faguet (en place de 1753 à 1755), puis de Durand, ou Dunand (maître de Lays), de 1764 à 1790, date de la dissolution des chapitres ecclésiastiques partout en France, et donc du renvoi de tous les musiciens (membres du chœur et instrumentistes, aussi bien que maîtres et élèves).
En 1792, les pèlerinages cessent, Garaison reste fermée 44 ans.
En 1836, Pierre-Michel-Marie Double, évêque de Tarbes, et Bertrand-Sévère Mascarou-Laurence, vicaire général de l'évêque de Tarbes, rachetent le sanctuaire de Notre-Dame-de-Garaison, ils envoient quatre prêtres dont Pierre Laurence (son neveu) et Jean-Louis Peydessus.

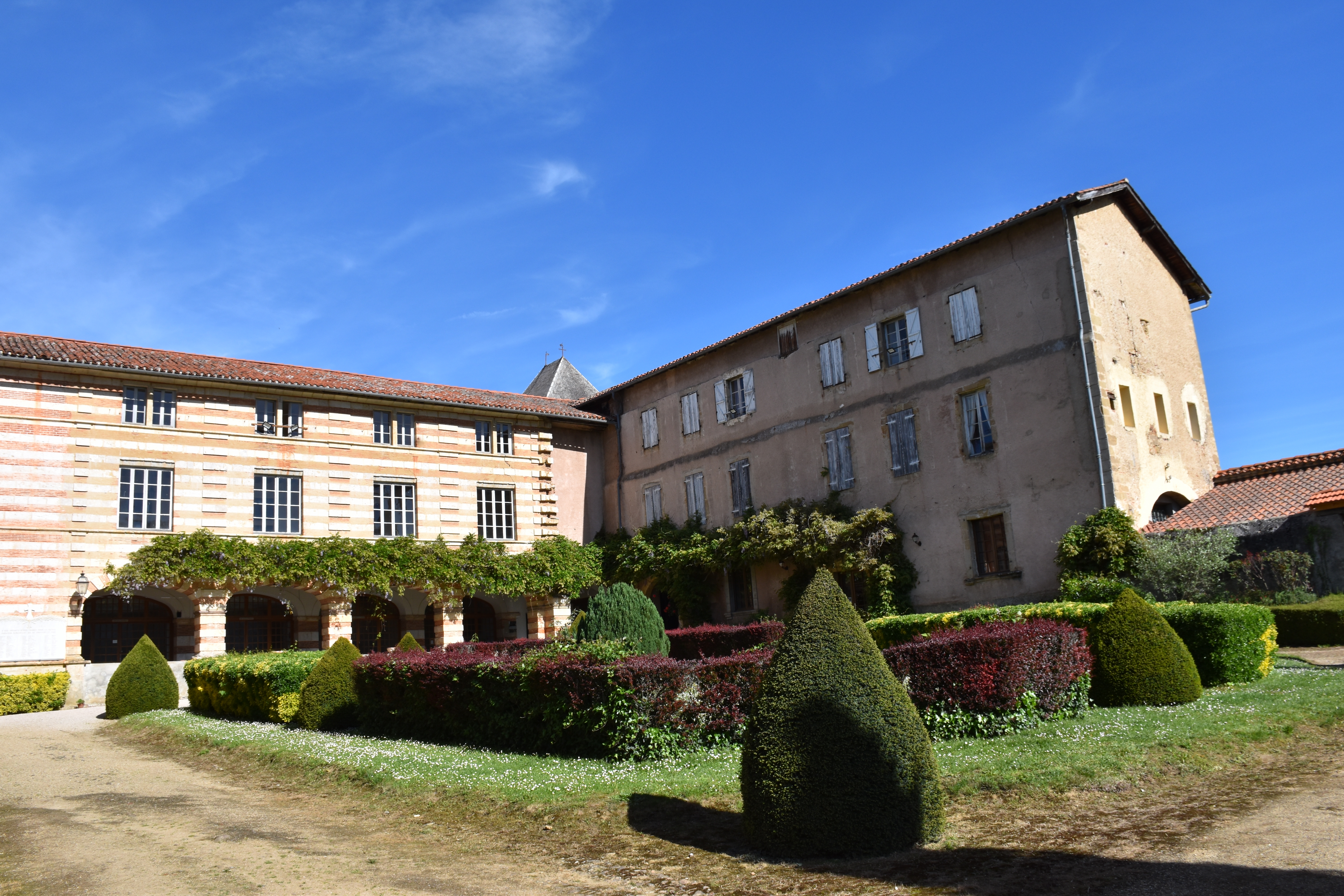
La cour intérieure du sanctuaire.

### Période contemporaine (depuis 1840)
En 1841, Jean-Louis Peydessus fonde un collège. Son ambition y est plus vaste que dans les périodes précédentes. Le père Peydessus prend la direction de la communauté et du collège. Son action sera originale pour l’époque : il crée des conseils de professeurs, des assemblées communautaires et des rencontres avec les élèves.
En 1865, Bertrand Laurence envoie une lettre pastorale pour demander le couronnement de la Vierge de Garaison au pape Pie IX, ce qu'il accepta. Depuis 1865, le couronnement de Notre-Dame de Garaison est fêtée chaque année au mois de septembre,,.
De 1866 à 1903, les prêtres de Garaison, et tout particulièrement le père Pierre-Remy Sempé prend en charge le développement du sanctuaire de Lourdes que ce soit au niveau matériel ou service religieux.
En 1903, en application de la loi[Laquelle ?]du 1er juillet 1901 qui interdit aux congrégations d'enseigner, le collège est fermé. Les religieux missionnaires de l'Immaculée Conception doivent partir. Pendant la Première Guerre mondiale, Garaison sert de camp d’internement. En 1923, les anciens élèves[Lesquels ?] rachètent les bâtiments : les religieux peuvent revenir et le collège renaître.
En 2000, un incendie ravage l'établissement scolaire. Les membres de la congrégation, fidèles à leur mission, restaurent entièrement les locaux.
En septembre 2015, la Congrégation de Sainte-Croix prend le relais et assure désormais le bon fonctionnement du sanctuaire de Notre-Dame-de-Garaison.

## L'établissement scolaire
L’institution compte plus de 600 élèves[Quand ?] de la maternelle à la terminale, principalement en internat dès le niveau primaire.
Son administration est impliquée dans plusieurs affaires judiciaires et condamnations depuis 1991.

## Le sanctuaire

### Extérieur
- Oratoire avec la Vierge Marie à l'Enfant sur la route du sanctuaire de Notre-Dame de Garaison.
- Statue de Notre-Dame de Lourdes en face de l'entrée du sanctuaire de Notre-Dame de Garaison.
- Portail d'entrée datant de 1649, style jésuite de l'artiste Falga d'Auch. Au-dessus de l'entrée une Piétà et écrit un message en latin
AD . TE . DOMINA . SVNT . OCVLI NOSTRI signifiant : « Vers toi Notre-Dame se tournent nos yeux /nos regards ».
- En face de l'entrée du sanctuaire, un abri du pèlerin construit en 1560 et restauré en 2004 avec l'aide de l'Union européenne.

Le cloître est accessible via une porte située dans le narthex. La fontaine est restaurée par l'Amicale des anciens à l'occasion du 90e anniversaire du Père Yves Laguilhony, le 30 novembre 2017.
La chapelle actuelle construite en 1540 est classée monument historique en 1924.
Les façades et toitures des deux bâtiments en équerre au nord de la chapelle et l'actuel collège sont classés monument historique en 1983.

### Façade de la chapelle
La façade d'entrée de la chapelle est construite en 1620 dans le style jésuite par l'architecte Pierre II Souffron, il fit construire aussi le cloître et la sacristie.

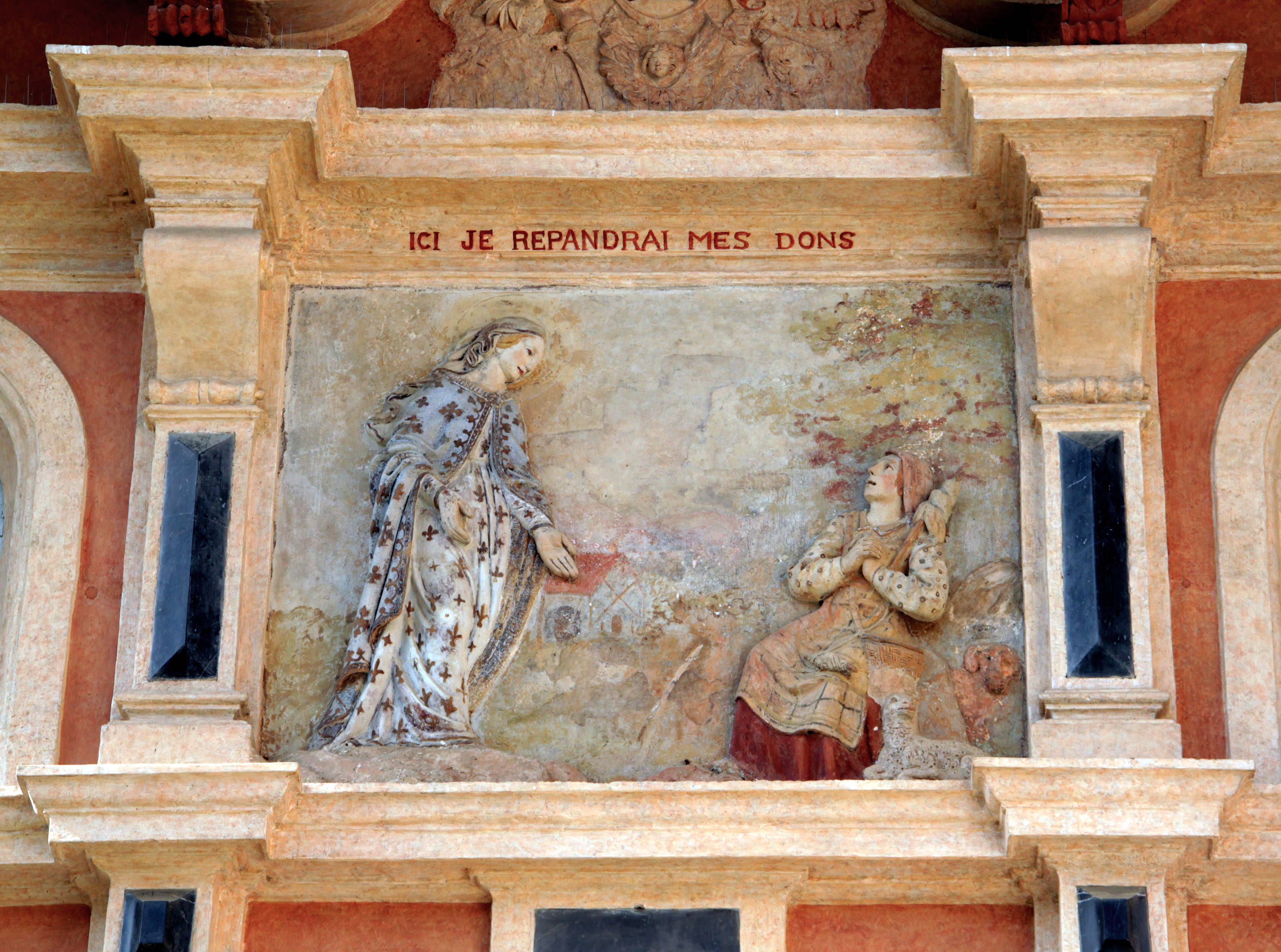
Bas-relief de la façade (XVIIe siècle), figurant la première apparition de la Vierge à Anglèse de Sagazan.

- De chaque côté de l'entrée, les parents de la Vierge Marie, à gauche sainte Anne tenant dans sa main gauche un livre des Psaumes de 3 000 ans, à droite saint Joachim. Les grands-parents de Jésus.
- Sur le tympan de l'entrée, la Vierge Marie présente l'Enfant Jésus, de chaque côtés deux anges, un tenant une couronne royale et l'autre un sceptre royal. De chaque côté un pèlerin, un à genoux tenant un chapelet, et l'autre les mains jointes qui prie la Vierge Marie.
- Au centre de la façade, la Vierge Marie couronnée des 12 étoiles en référence à l’Apocalypse de saint Jean (12, 1) : « Un signe grandiose est apparu dans le ciel, une femme revêtue du soleil, la lune sous ses pieds, et sur sa tête une couronne de 12 étoiles ».
- En haut de la façade est représentée la première apparition de la Vierge Marie à la jeune bergère Anglèze de Sagazan avec le message : « Ici je répandrai mes dons ». Au-dessus l'inscription en latin : Ecce Mater Tua signifie en français : « Voici ta Mère », ce sont les paroles de Jésus à saint Jean l'Évangéliste au pied de la croix en désignant Marie. Ainsi Marie est devenue notre Mère.

### Crypte
Crypte de Notre-Dame de Garaison, ex-voto et accès à la source[pas clair].
En 1844 est posé le haut-relief de la première apparition au-dessus de la source.
Une statue de la jeune bergère Anglèze de Sagazan a été offerte par l'Amicale des anciens de Garaison lors du Xe jubilé en 2015 pour les 500 ans de la première apparition.

### Oratoires de Marie-Madeleine et de Joseph
À l'intérieur la scène représente sainte Marie Madeleine au pied de la croix.
À l'intérieur la scène représente la mort de saint Joseph aux côtés de Marie et de Jésus.

### Éléments de décor de la chapelle et de la sacristie
Les peintures murales des chapelles intérieures datent de la seconde moitié du XVIe siècle.
Les fresques en haut de la nef sont réalisées par l'artiste toulousain Jean Cammerer et datent du XVIIe siècle, elles montraient les différents miracles obtenus par l'intercession de la Vierge Marie, elles réapparaissent lors de restaurations au XXe siècle.
Sont classés au titre d'objet des monuments historiques 
- Les peintures murales du narthex[13] et des chapelles intérieur[11],

Sont inscrits à l'inventaire des monuments historiques
- Une chasuble et une étole de clerc en satin grenat à broderie or[14],
- Deux grands vases vénitiens[15],
- Statue de saint Jean l'Évangéliste au pied de la croix dans la chapelle Saint-Exupère[16],
- Statue de la Vierge Marie ou de sainte Marie Madeleine au pied de la croix dans la chapelle Saint-Exupère[17],
- Statue de la Vierge Marie à l'entrée de la cage d'escalier style Louis XIII[18],
- Statue de la Vierge à l'Enfant dans la chapelle et devant la tribune[19],
- Une chasuble et une étole de clerc en soie blanche à bandes étroites à décor floral[20],
- Chape de soie et de moire blanche[21],
- Statue de la Vierge à l'Enfant dans un oratoire de la chapelle[22].

### Narthex de la chapelle
Le narthex est le porche des églises chrétiennes qui offraient un abri aux pèlerins.
Les peintures murales du narthex ont été réalisées en 1702 par le père Luc Cayre, cordelier du couvent de Mirande.
En 1988, les peintures murales du narthex ont été restaurées par Mr Ecset sur la proposition de Mme Sicre, inspecteur des monuments historiques.
Sur les 4 arcs du narthex sont peints de chaque côté des processions avec plusieurs confréries de pénitents venus en pèlerinage depuis Toulouse :
1. Les habitants des villages alentour venus en pèlerinage (seigneur, les consuls, le peuple)[23],
2. Les pénitents blancs,
3. Les pénitents bleus,
4. Les pénitents noirs,
5. Les pénitents gris.

Le plafond est recouvert de tableaux appelés médaillons, qui montrent les miracles ou les grâces obtenus par l'intercession de la Vierge Marie.
- Petit musée à l'entrée du narthex, à gauche, où sont exposées des pièces historiques, sculptures, peintures, broderies, etc.
- Peintures murales du narthex

Chapelle Sainte-Anne
- Autel dédié à sainte Anne encadré par des fragments de peintures de Jean Cammerer (XVIIe siècle) venant de la voûte de la grande nef.
- À droite de l'autel, un bas-relief en bois doré fait par le sculpteur toulousain Pierre Affre en 1635, il représente la troisième apparition, devant la jeune bergère et sa famille, Marie bénit le pain noir qui devient du bon pain blanc. Le bas-relief a été sauvé de l'attaque des vers à bois par un traitement chimique.

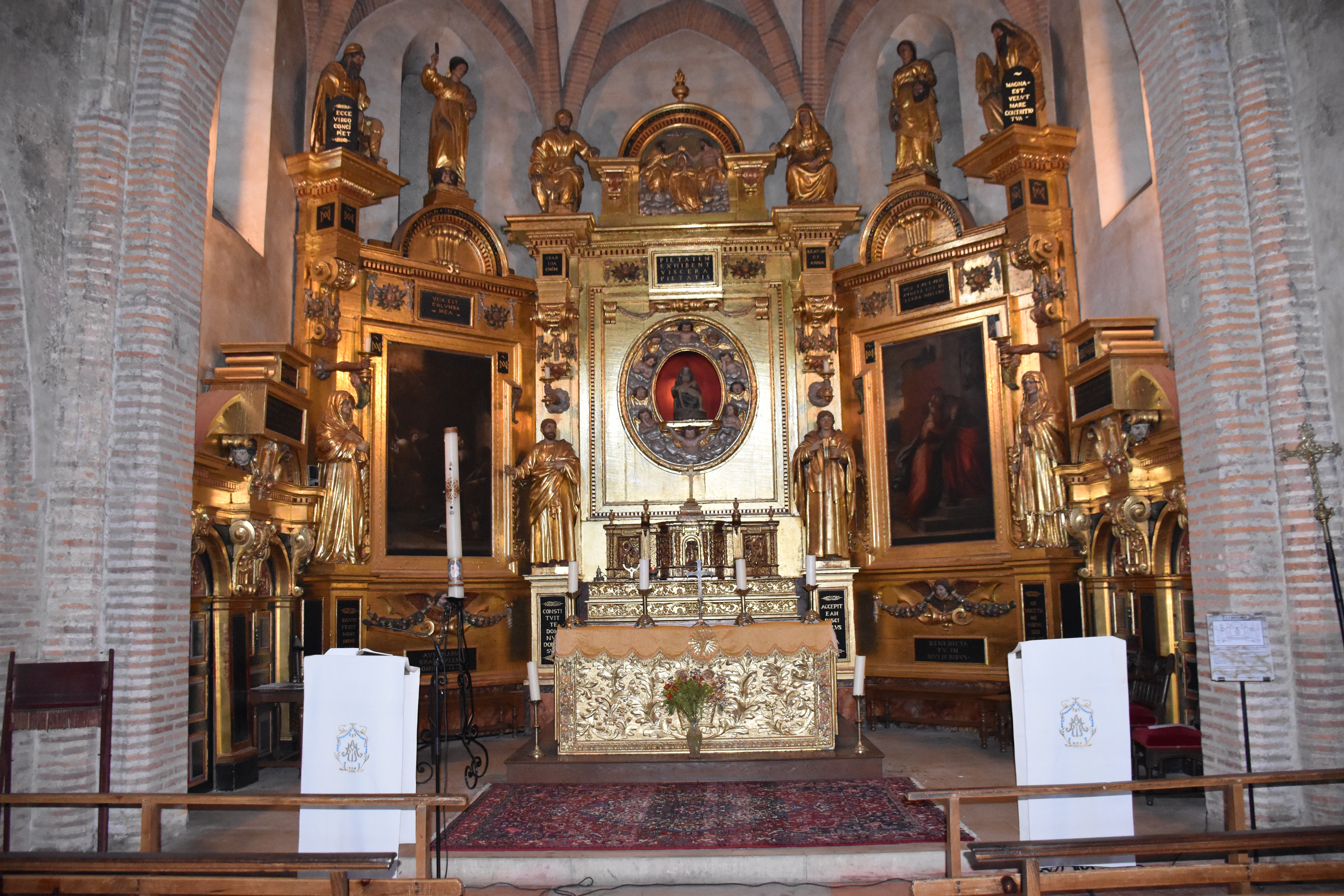
Maître-autel et retable.

Les statues, les autels et les retables en bois ont été traités pour les protéger des vers à bois.

### Le retable du chœur
Le retable monumental a été commandé à l'atelier toulousain de Pierre Affre en octobre 1635.
Ce retable est transféré dans l'église Saint-Jean-Baptiste de Monléon-Magnoac lors de la révolution française et est reconstitué par M. Costa, inspecteur principal des bâtiments de France. Il présente une véritable synthèse de l'histoire du salut en trois parties :
- Les préparations ou l'annonce du salut par les six personnages placés sur le pourtour et sur la partie supérieure des panneaux latéraux. Marie, Mère de Jésus est annoncée par les prophètes et les femmes de l'Ancien Testament. Les six personnages vont par deux : Sarah et Isaïe annoncent la fécondité virginale de Marie ; Yaël et Judith sa victoire sur le démon ; Noémi et Jérémie la part qu'elle prend aux souffrances et à la Passion de son Fils. Yaël et Judith sont célèbres toutes les deux dans la Bible pour avoir vaincu avec vaillance l'ennemi de leur peuple.
- La réalisation en Jésus et Marie, c'est le panneau central avec les quatre statues, et les deux tableaux des panneaux latéraux. Au centre la statue de Notre-Dame des Douleurs, statue miraculeuse du XVIe siècle[24]. Cette statue, jetée aux flammes en 1590 a résisté au feu, elle fut décapée et restaurée en 1958. La réalisation : Marie, mère du Christ et des croyants. Les quatre statues représentent les membres de la famille de Marie réunis autour d'elle.
- L'achèvement final : le bas-relief situé au sommet du panneau central présente le couronnement de la Vierge au ciel.Panneau latéral gauche.

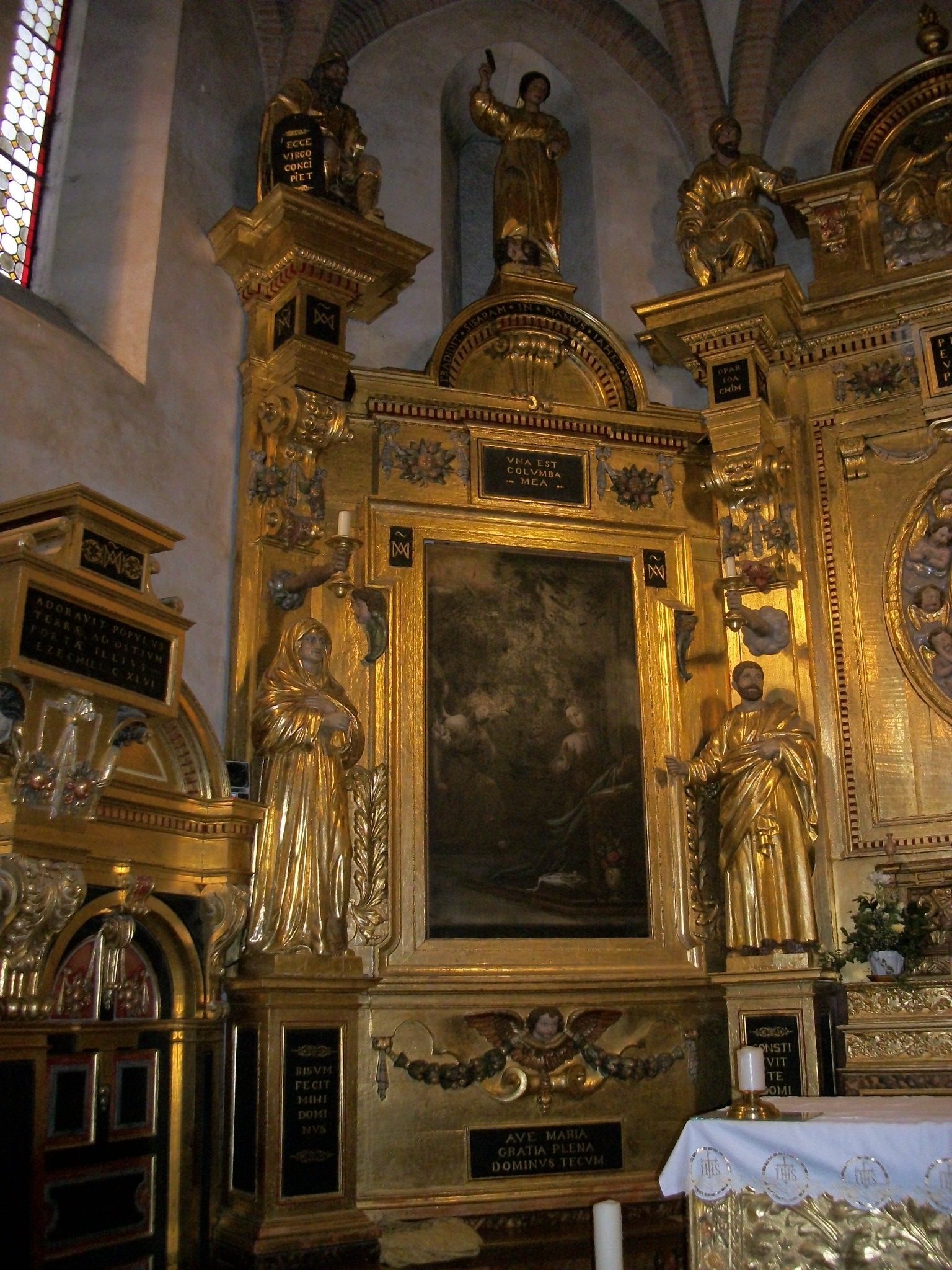
Panneau latéral gauche.

#### Panneau de gauche
Au centre un tableau représentant l'Annonciation.
L'inscription placée sous le tableau de l'Annonciation faite à Marie nous rappelle les premières paroles de l'ange Gabriel : Ave Maria, gratia plena Dominus tecum traduit en français : « Je vous salue Marie, pleine de grâce, le Seigneur est avec vous ».
En bas à gauche : Sarah, la femme d'Abraham. Malgré sa stérilité et son âge, Dieu lui donnera un fils : Isaac. Elle prononce alors la phrase inscrite sur le piédestal : Risum fecit mihi Domnus : « Dieu m'a fait un sourire ».
En haut à gauche : Isaïe, le premier des quatre grands prophètes juifs. Sur la plaque devant lui on lit : Ecce Virgo concipiet : « Voici qu'une Vierge concevra un fils ».
En haut à droite d'Isaïe, Yaël avec l'inscription autour du cintre sur lequel repose la statue : Tradidit Sisaram in manus Jafêl signifie : « Le Seigneur a livré Sisera aux mains de Yaël ».

#### Panneau central
Le retable présente le salut de Dieu accompli dans les mystères de l'Annonciation, de la Visitation et de la mort de Jésus.

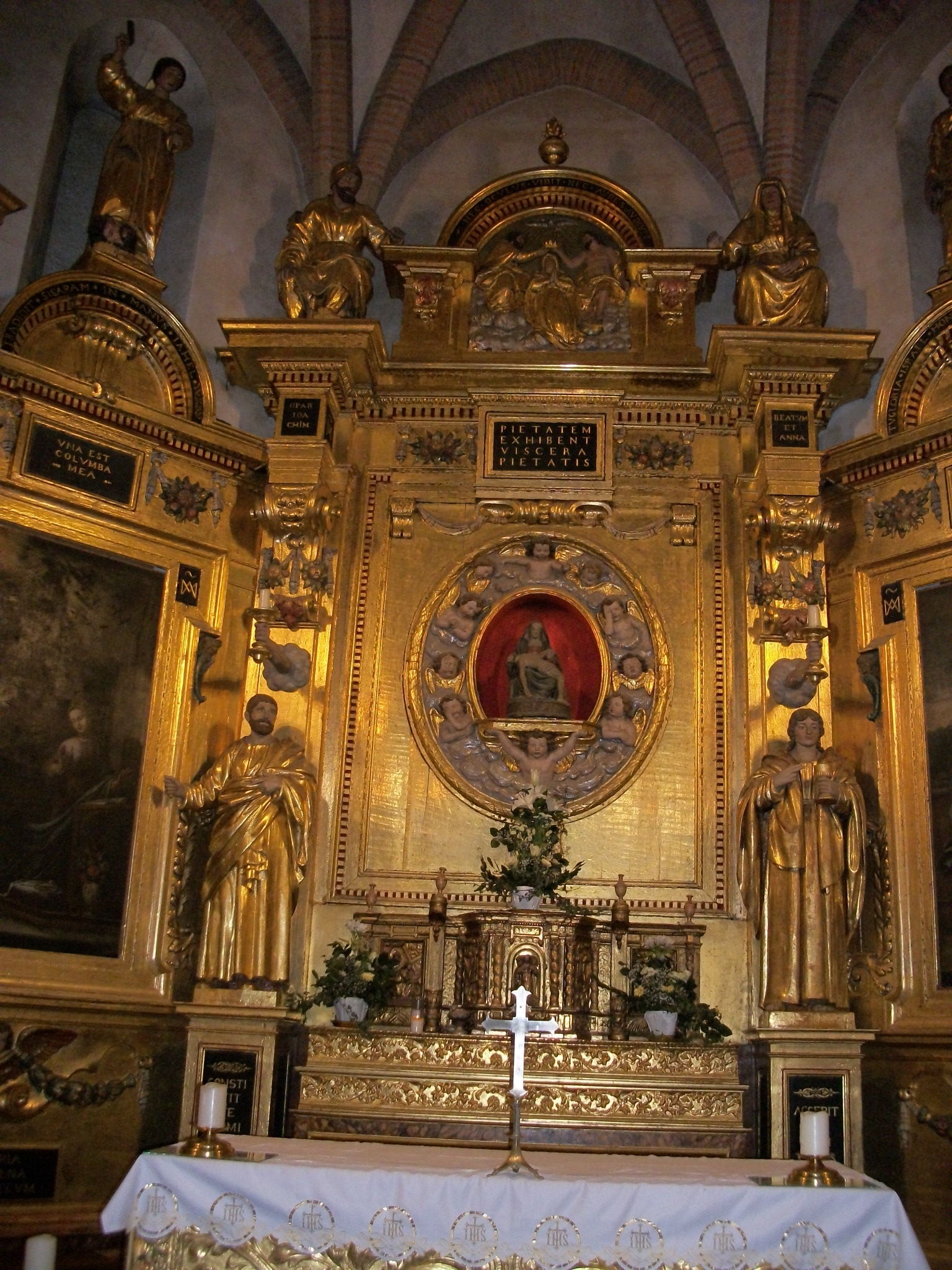
Panneau central.

Au centre la statue miraculeuse, une Pietà, représente Marie tenant sur ses genoux le corps de son fils, évoque le point culminant de la Rédemption : la mort de Jésus et le triomphe de l'amour. On peut traduire ainsi l'inscription au-dessus de la statue : Piétatem exhibent viscera pietatis, en français « C'est la Miséricorde [de Jésus] que nous montre le Cœur miséricordieux de Marie ».
En haut : le bas-relief situé au sommet du panneau central présente le couronnement de la Vierge au ciel. Marie dans la gloire, après son Assomption, couronnée par le Père et le Fils, et embrasée par le feu de l'Esprit Saint : c'est la victoire sur le péché et sur la mort.
De chaque côté du bas-relief, les parents de Marie, à gauche : saint Joachim et à droite : sainte Anne. L'inscription sous les statues : Ô par beatum Joachim et Anna, se traduisant « Heureux couple, Joachim et Anne ».
En bas à gauche : saint Joseph, l'époux de Marie. Père nourricier de Jésus-Christ, il est désigné par l'inscription : Constituit te dominum domus suae, traduit par : « Il t'a établi maître de sa maison ». Il portait à l'origine un bâton qui avait miraculeusement fleuri et c'est par ce prodige qu'il obtint la main de Marie.
En bas, à droite : l'apôtre saint Jean. Il est désigné par l'inscription Acceptit eam discipulus in sua, signifiant : « Le disciple la prit chez lui » ; saint Jean est ici le témoin de la parole de Jésus qui proclame Marie, mère des croyants.

#### Panneau de droite
Au centre un tableau représentant la Visitation, Marie vient visiter Élisabeth et celle-ci s'écrie : Benedicta tu in mulieribus (l'inscription dessous le tableau) signifiant « Tu es bénie entre toutes les femmes ».

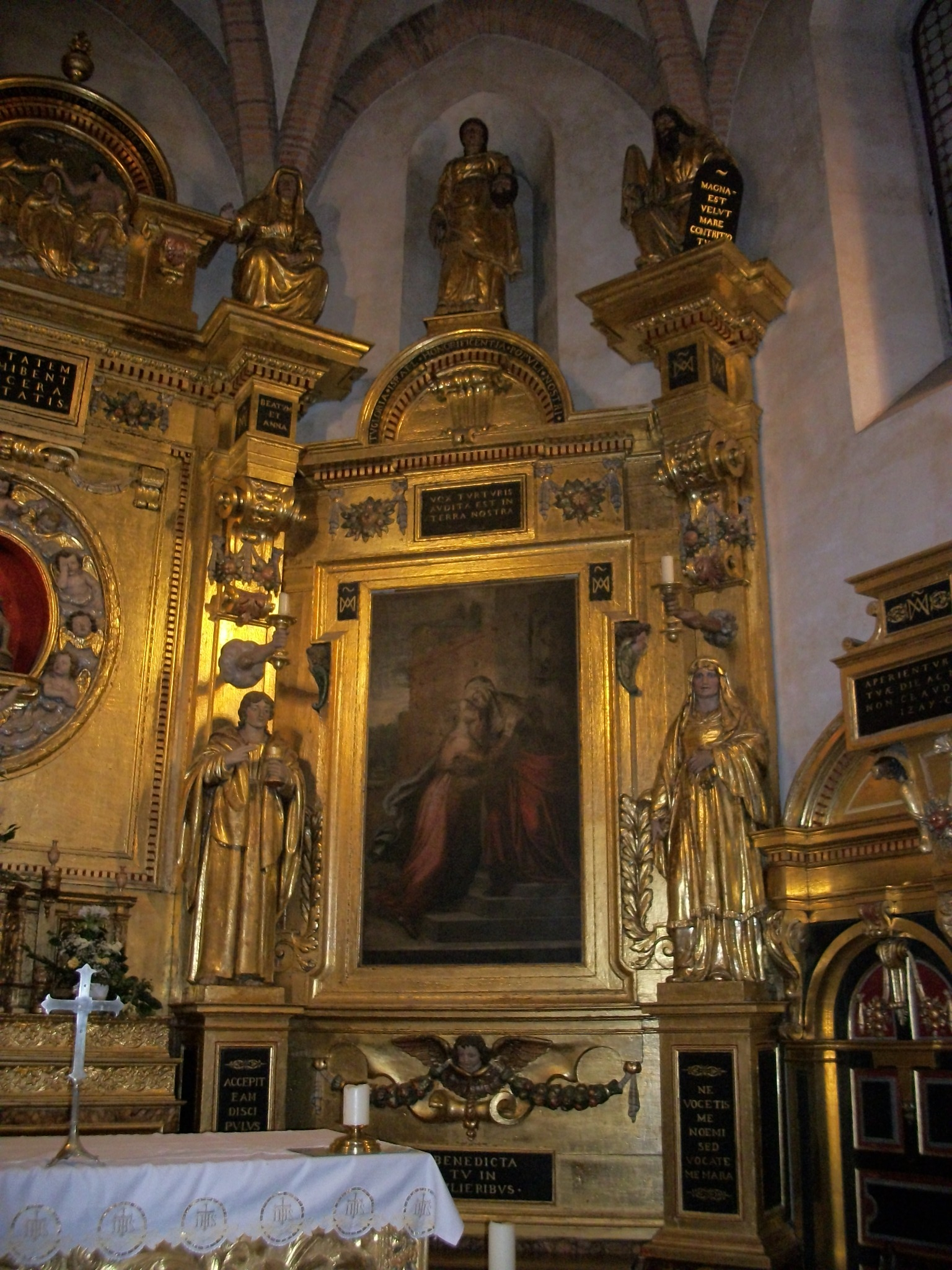
Panneau latéral droit.

En bas à droite : Noémi, elle revient dans son pays après avoir perdu son mari et ses deux fils. Sa belle-fille Ruth l'accompagne. Sous la statue on lit : Ne vocetis me Noemi sed vocate me mara ce qui signifie : « Ne m'appelez pas Noémi (ma gracieuse) appelez moi Mara (l'amère) ».
En haut à droite : Jérémie, l'un des quatre grands prophètes. On a de lui des prophéties, suivies des cinq lamentations, admirables élégies sur la ruine de Jérusalem. La citation inscrite à ses pieds est tirée de ses lamentations : Magna est velut mare contritio tua signifiant : « Il est grand comme la mer ton brisement ».
En haut à gauche de Jérémie, Judith avec l'inscription sous la statue : Tu glorai Israël ! Honorificentia populi nostri est une partie des acclamations qu'elle reçut du Grand-prêtre et du conseil des Anciens après la victoire sur les Assyriens : « Tu es le suprême orgueil d'Israël ! tu es le grand honneur de notre race ».

### Chapelles secondaires

#### ChapelleSaint-Exupère(première à gauche)
Les peintures du XVIe siècle ont été effacées à cause de l'humidité et n'ont pu être restaurées.
Le retable représente l'Immaculée Conception entourée de différents symboles évoqués dans les litanies de Lorette, il est surmonté d'un petite statue de sainte Catherine d'Alexandrie.
Dans cette chapelle intérieure sont classés au titre d'objet des monuments historiques de France :
- La statue de saint Jean l'Évangéliste au pied de la croix[16],
- La statue de la Vierge Marie ou de sainte Marie Madeleine au pied de la croix[17].
- Le Christ en croix sculpté en bois du XIVe siècle n'est pas encore répertorié au titre d'objet des monuments historiques de France.

#### Chapelle Sainte-Catherine (première à droite)
Les peintures sur la voûte du XVIe siècle sont intactes, elles représentent les quatre évangélistes.
Sur les murs, les fresques retracent divers épisodes de la vie et du martyre de sainte Catherine d'Alexandrie.
Sous la fenêtre, une petite armoire avec la photo d'une peinture d'Anglèze de Sagazan, contient les restes de la voyante (Anglèze de Sagazan n'est pas encore reconnue sainte par l'Église catholique) ramenés de Saint-Frajou où les religieuses de l'abbaye de Fabas les avaient déposées au moment de la Révolution française.
Le retable représente l'Assomption de Marie.

#### Chapelle Saint-Joseph (seconde à gauche)
Les peintures sur la voûte nous montrent sur un fond bleu foncé parsemé d'étoiles des médaillons où sont représentés des prophètes en buste. On peut encore lire les noms de certains prophètes, comme ceux d'Isaïe et d'Ézéchiel.
Les peintures du XVIe siècle ont été effacées à cause de l'humidité et n'ont pu être restaurées.
Le retable représente la Fuite en Égypte.
Le devant d'autel ancien est en bois sculpté et polychrome imitant le velours de Gênes sur fond gris.

#### Chapelle Saint-Jean-Baptiste (seconde à droite)
Les peintures du XVIe siècle retracent la vie et le martyre de saint Jean Baptiste.
Le tabernacle en bois doré est du XVIIe siècle.

### Sacristie

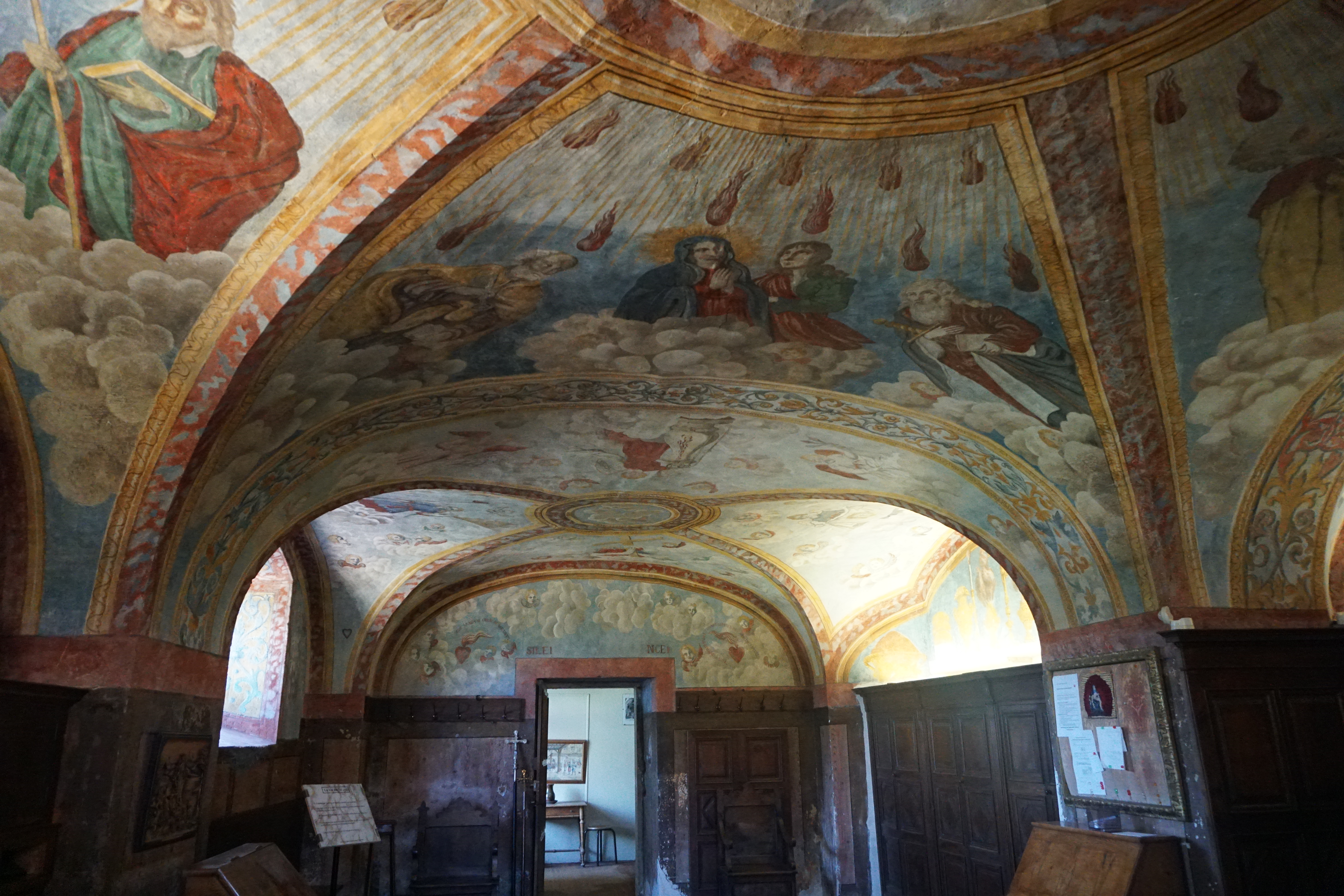
Peintures murales de la sacristie.

La construction de la sacristie date du début du XVIIe siècle. La salle était à l'origine le lieu de réunion pour tous les chapelains.
En 1988, les peintures murales de la sacristie ont été restaurées par Mr Ecset sur la proposition de Mme Sicre, inspecteur des monuments historiques.
Les peintures représentent la Passion de Jésus-Christ, la Résurrection, l'Eucharistie et la Pentecôte (descente du Saint-Esprit sur les apôtres).
Sur une voûte, les quatre évangélistes entourés chacun de deux apôtres ou de la Vierge Marie, ils sont représentés autour d'un soleil (symbole choisi pour représenter Dieu) et reçoivent le feu de l'Esprit Saint lors de la Pentecôte :
- saint Marc est entouré de saint Philippe et saint Barthélémy,
- saint Matthieu est entouré de saint André et saint Jacques,
- saint Luc est entouré de saint Thomas et saint Jude,
- La Vierge Marie et saint Jean l'Évangéliste sont entourés de saint Pierre et saint Paul.

## Galerie

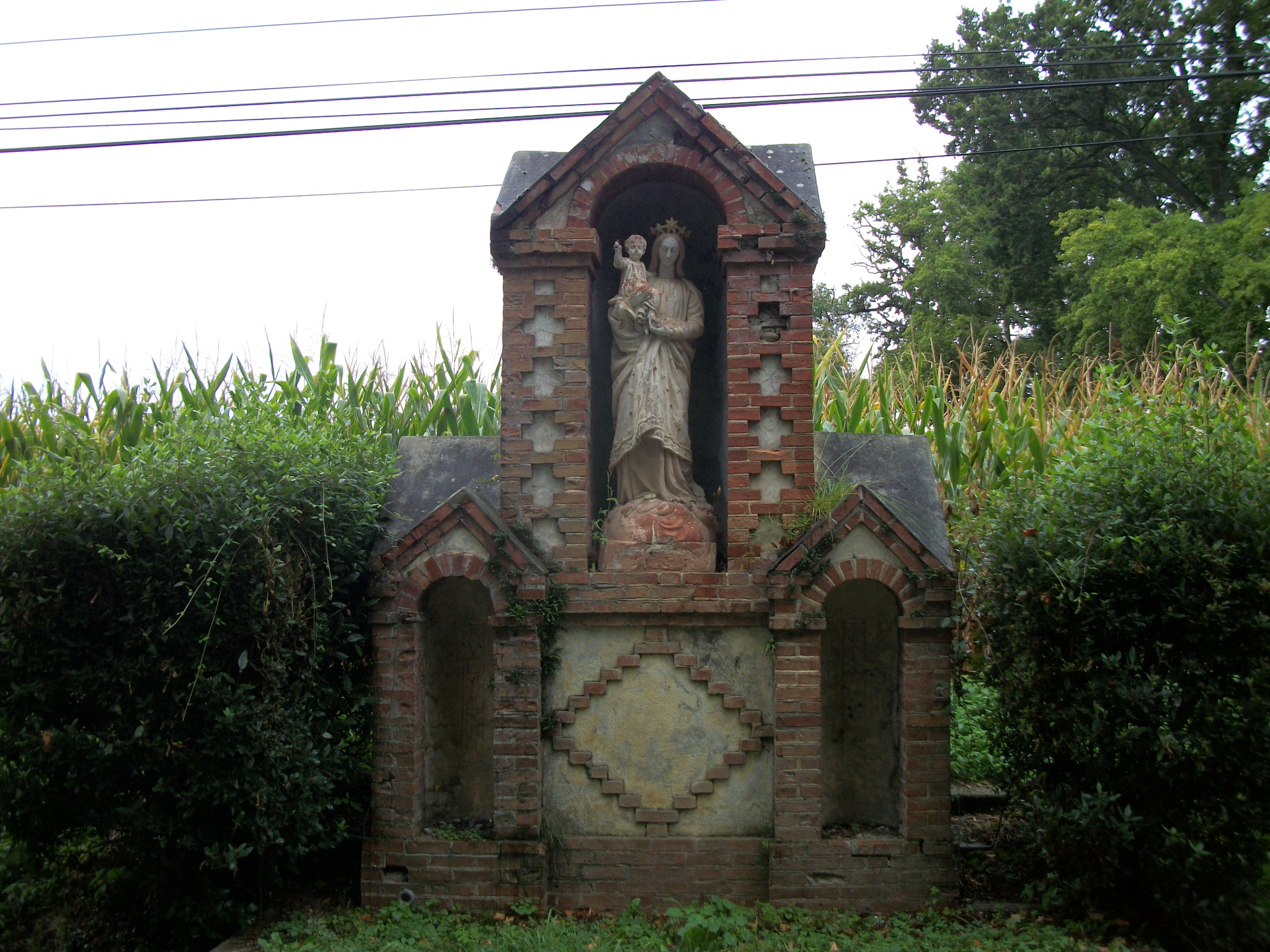
Oratoire avec la Vierge Marie à l'Enfant.
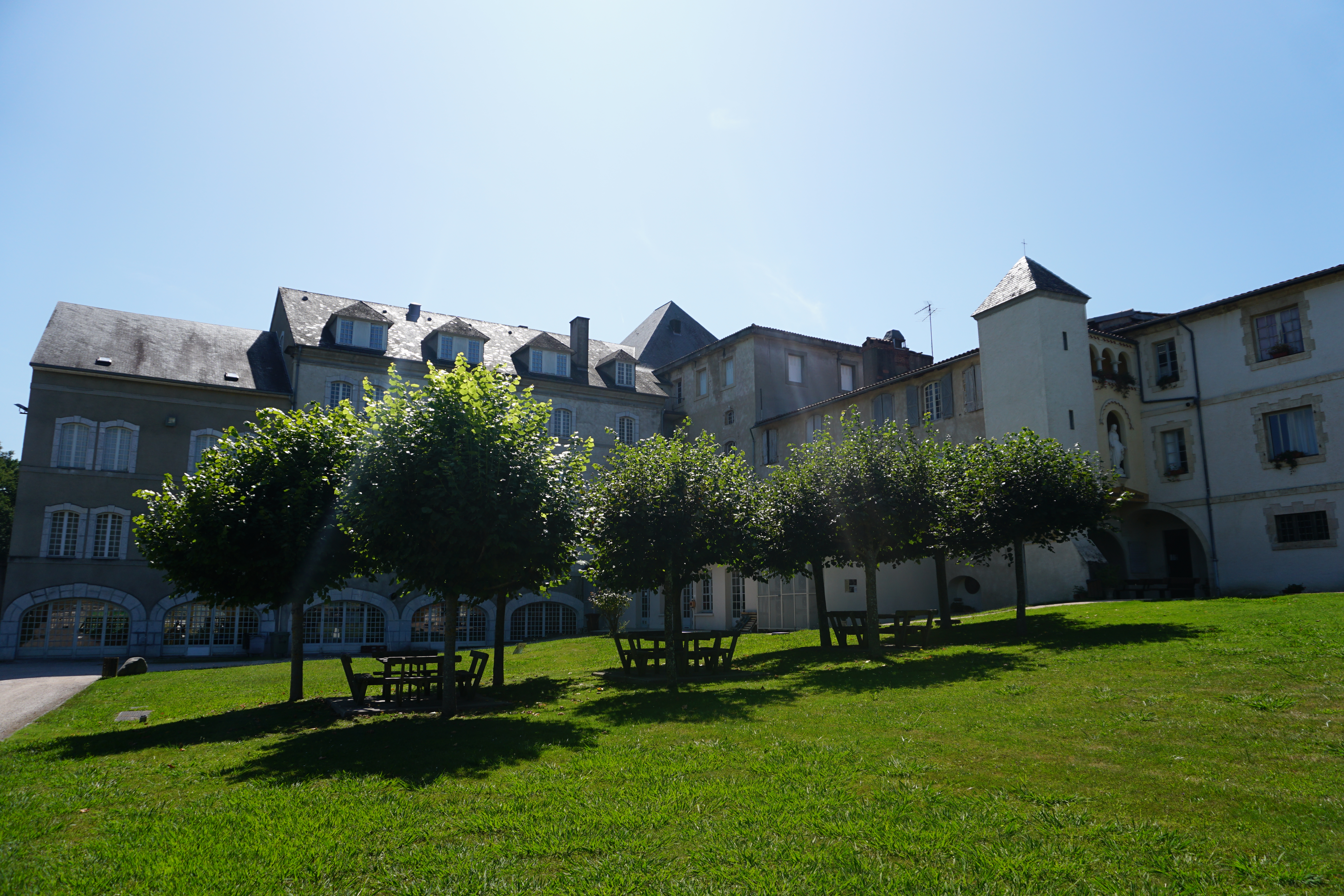
Notre-Dame de Garaison vue des jardins.
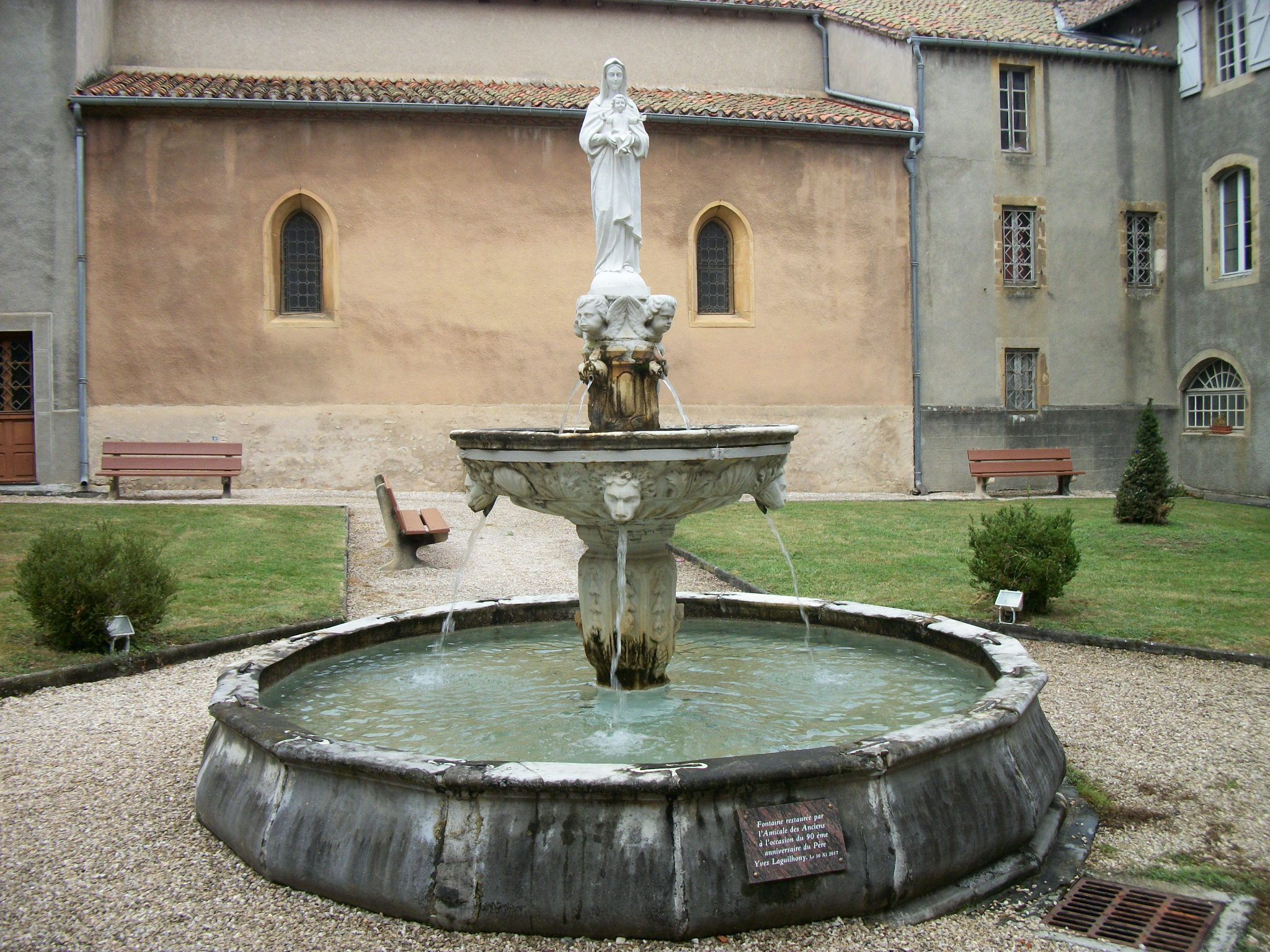
La fontaine avec une statue de la Vierge à l'Enfant, au milieu du cloître.
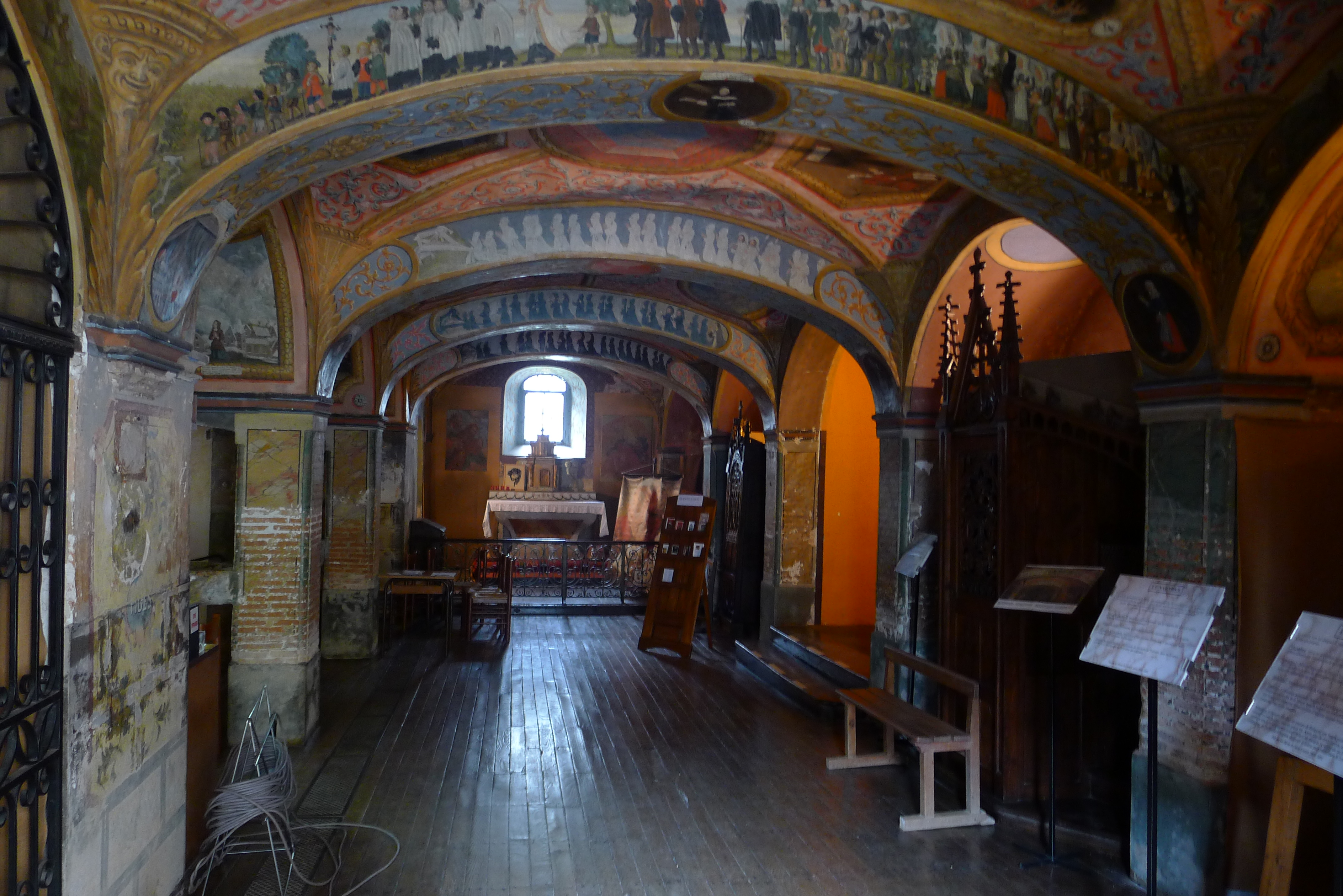
À l'entrée, le narthex et ses peintures murales classés au titre d'objet des monuments historiques de France.
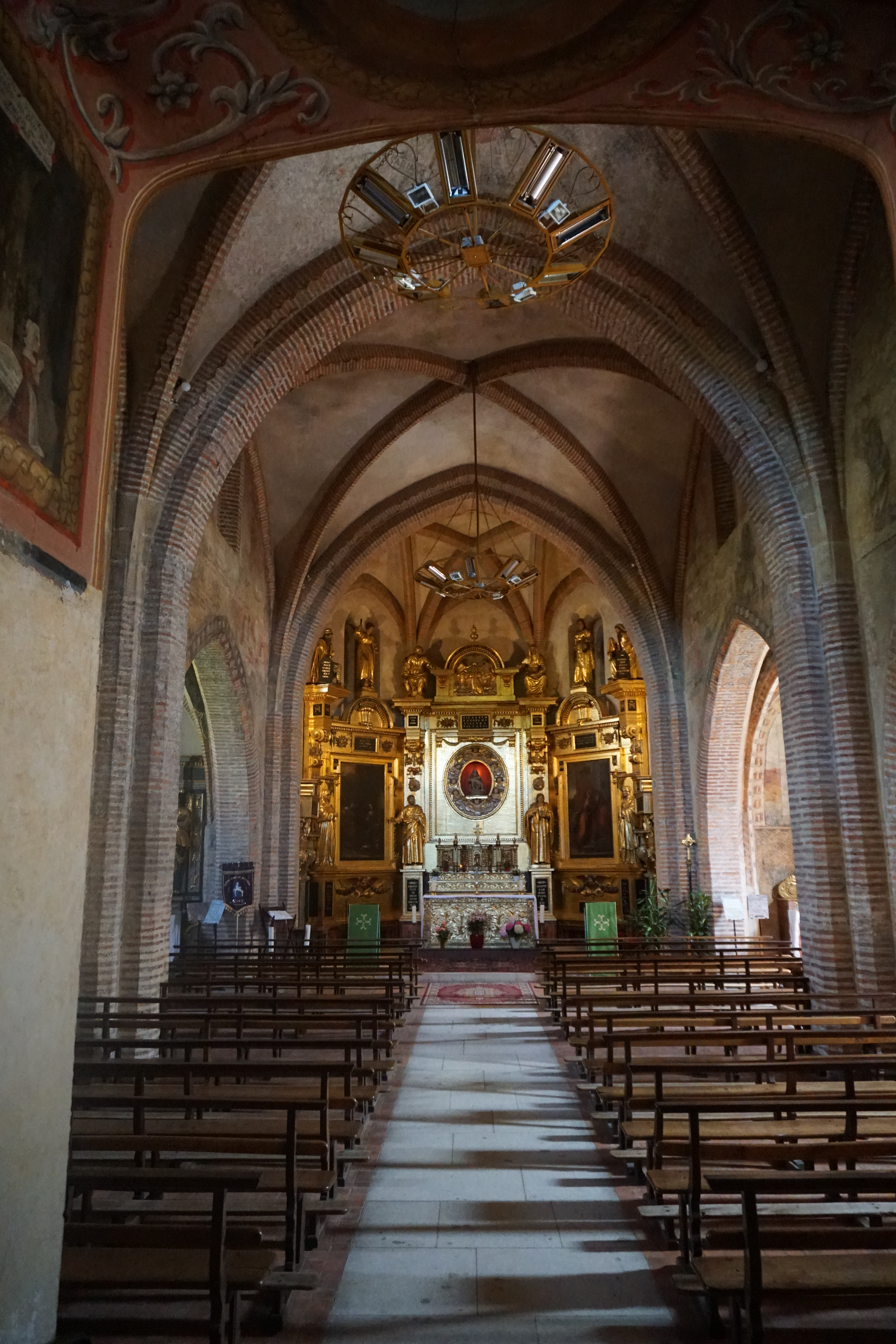
Vue de l'intérieur de la chapelle vers le maître-autel.
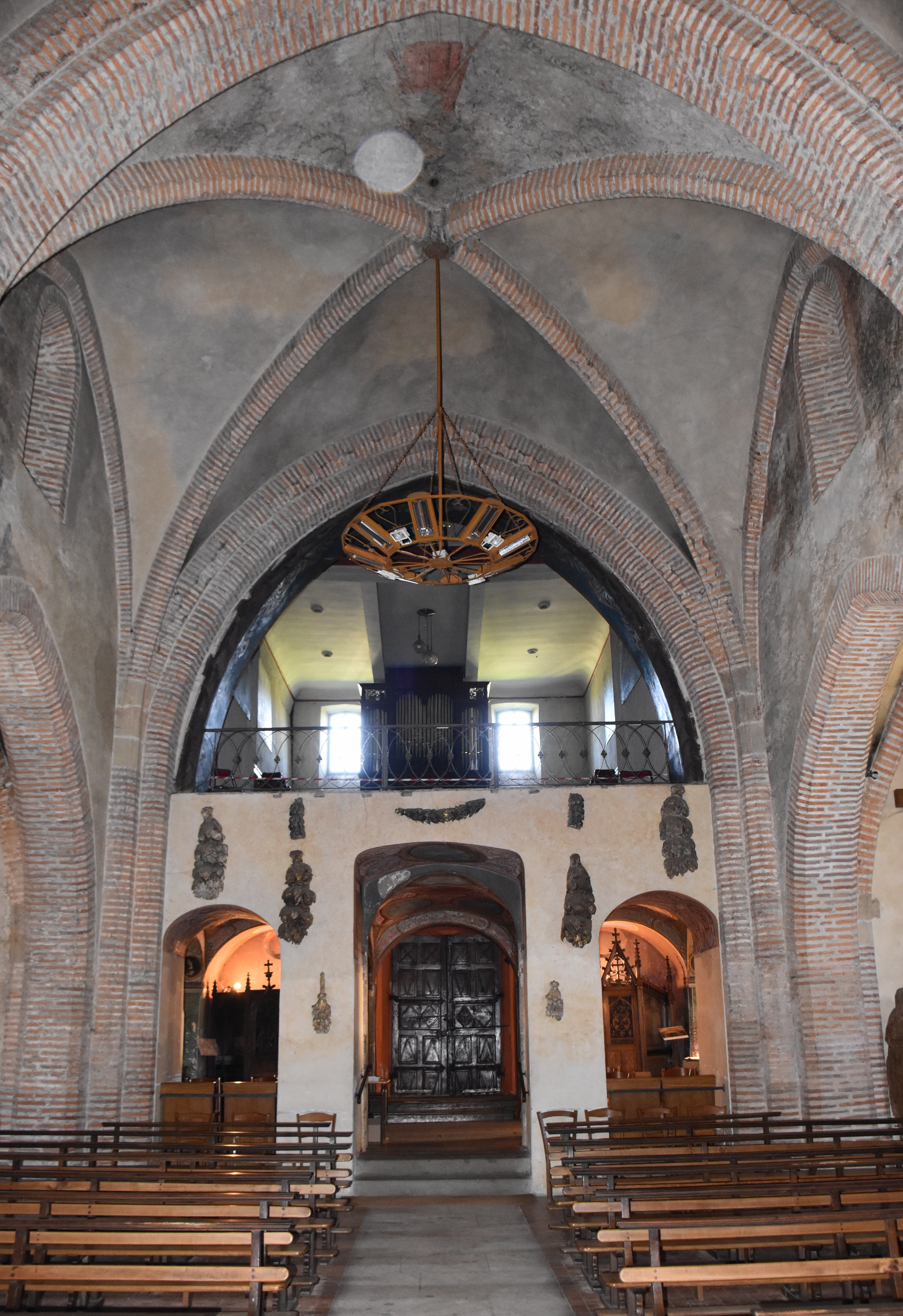
L'arrière de la chapelle.
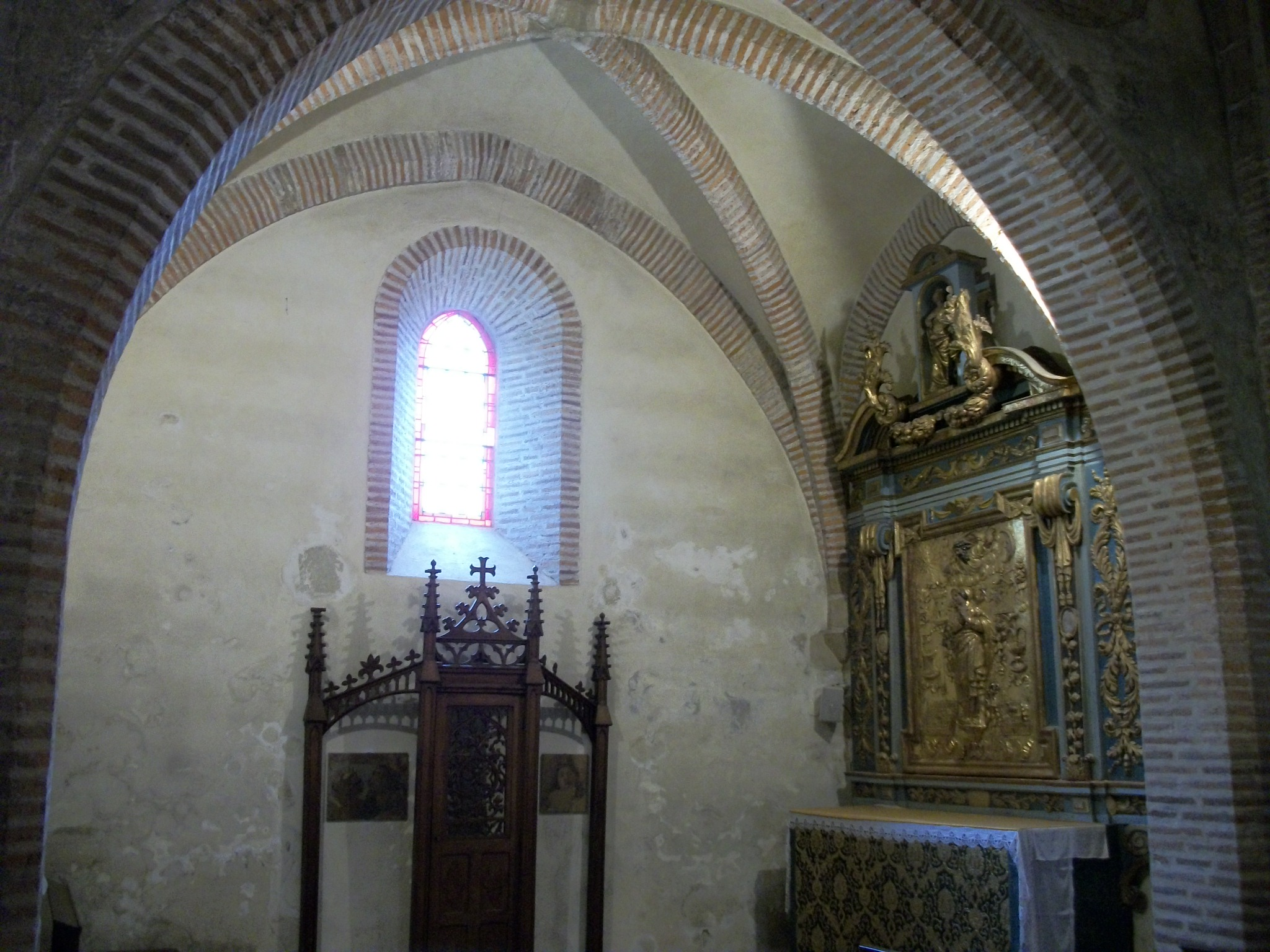
Chapelle Saint-Exupère.
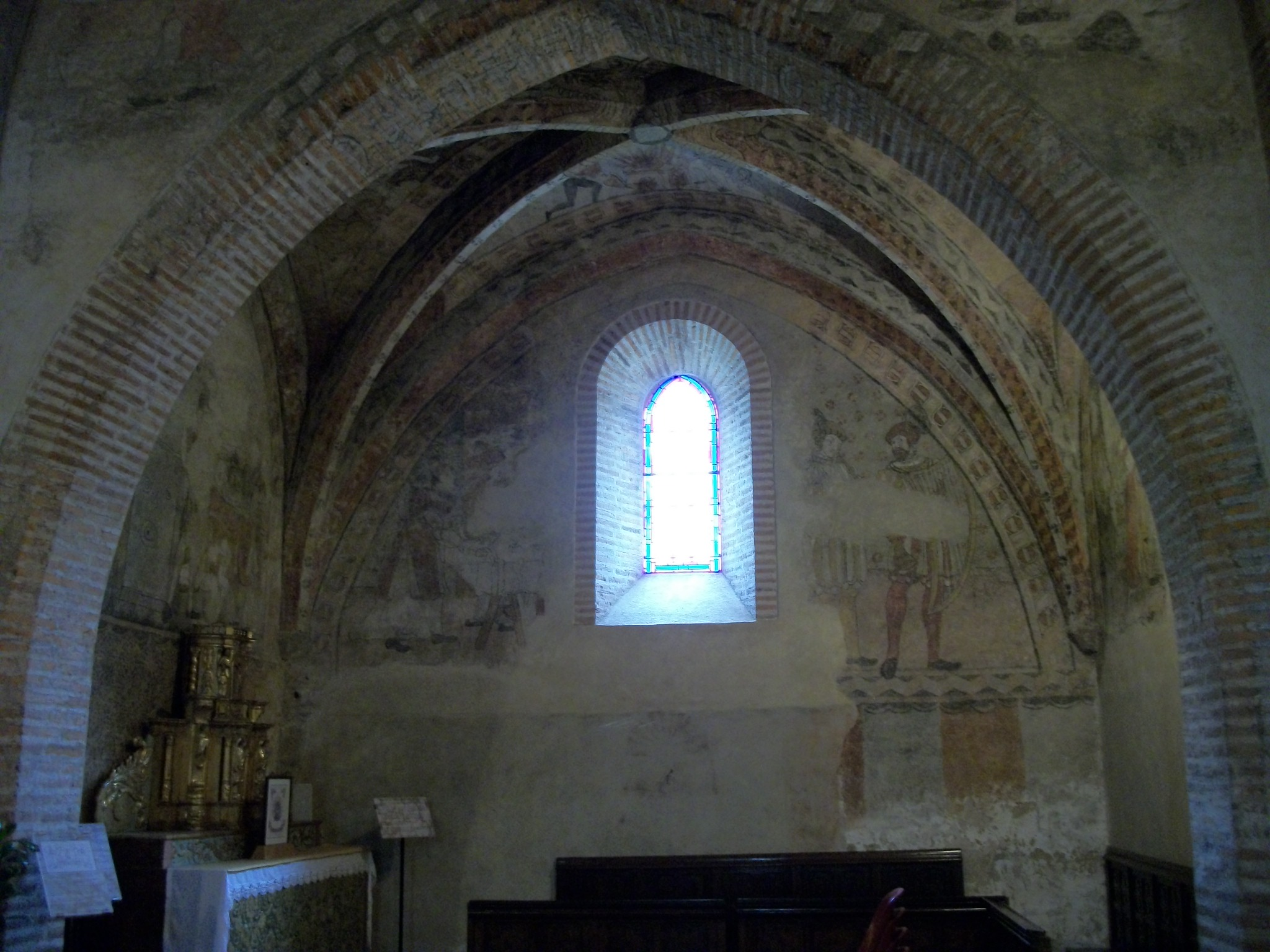
Chapelle Saint-Jean-Baptiste.
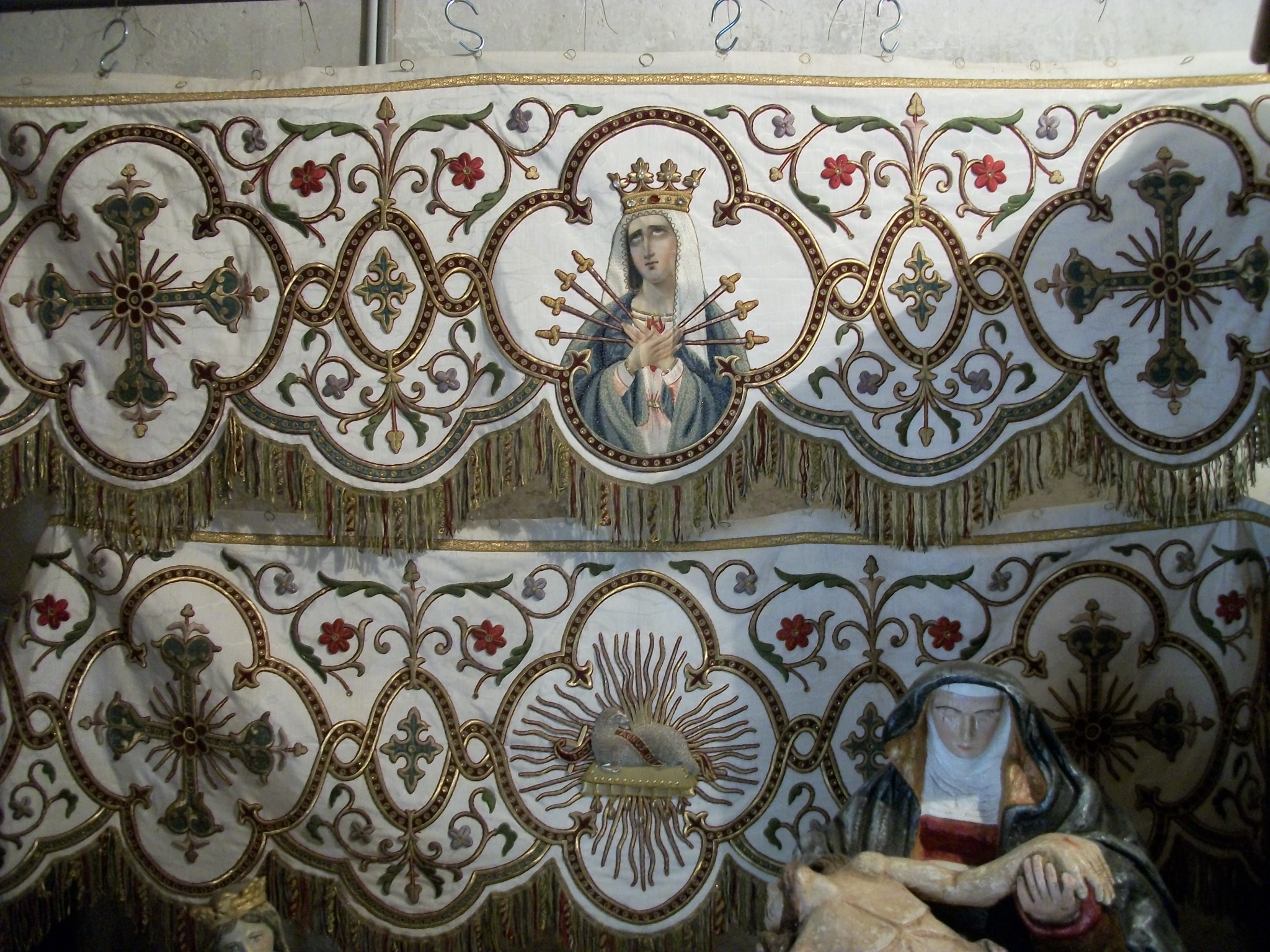
Broderie avec l'image de Marie aux sept douleurs.
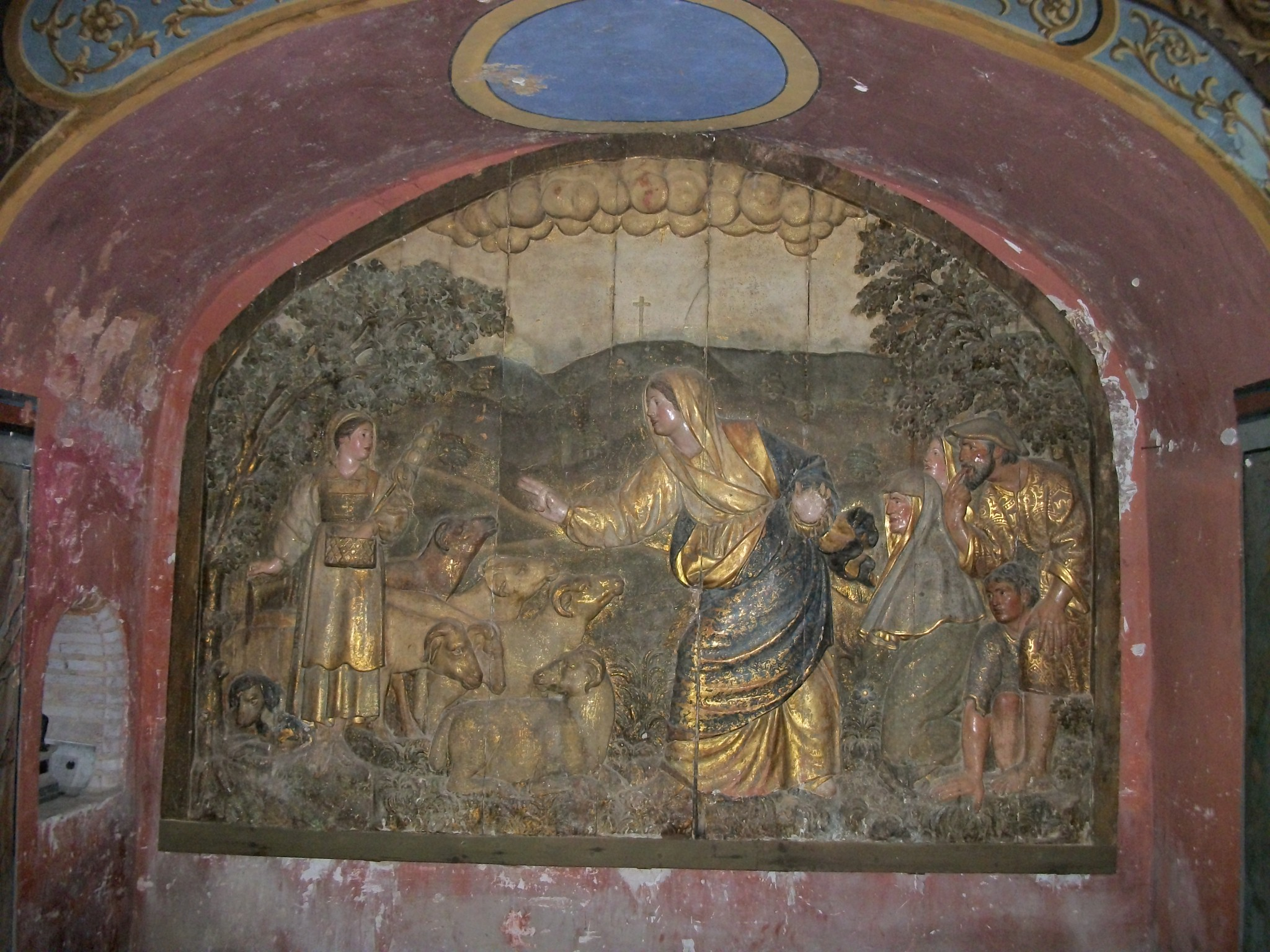
Bas-relief en bois doré du XVIIe siècle.

## Affaires judiciaires

### Détournements de fonds
En 2010, Christian Raynal, l'ancien directeur général de la Fondation Garaison et directeur, jusqu'en août 2009 de l'établissement scolaire catholique, est mis en examen pour « faux et usage de faux, escroquerie et tentatives d'escroquerie, abus de confiance »,. En mai 2016, il est condamné à 8 mois avec sursis, 50 000 € d'amende et à indemniser à la Garaisonnienne 412 314 € et au conseil régional 270 095 €.

### Abus sexuels et physiques
En 1991, un surveillant est inculpé pour le viol d'un élève de 6e dans l'enceinte de l'établissement.
En 2009, la cour d'assises des Hautes-Pyrénées condamne Bernard Gouesbet, un surveillant de 52 ans, à 14 ans de prison pour « viols et agressions sexuelles sur mineurs de 15 ans et par personne ayant autorité » sur des élèves de l'institution sur une période allant de 1987 à 2006. Son avocat confirme alors que « Si certaines de ces agressions ont eu lieu à Garaison, d'autres se sont déroulées à Saint-Pierre-de-la-Mer, dans l'Aude, mais aussi chez lui où, en qualité de famille d'accueil, il a hébergé plusieurs enfants et élèves de cette école ». Les enquêteurs auraient identifié près de 23 victimes, fillettes et garçonnets. Après avoir quitté l'institution, en 2006, il a continué sa « chasse » aux enfants.
En février 2025, une enquête menée par la cellule investigation de Radio France fait état de témoignages de violences sexuelles et physiques majeures subies par des élèves entre les années 1970 et 1990,.
À la suite de la médiatisation de l'affaire Bétharram un ancien élève lance un un appel sur Facebook afin de recueillir des témoignages, posant les bases de la création du collectif des victimes de Notre Dame de Garaison .
Le 5 mars 2025, une plainte contre X pour viols, violences physiques et sexuelles est déposée. La victime dénonce des faits, remontant au début des années 1990, commis la nuit par un surveillant d'internat dans le dortoir.
Le 26 mars 2025 le collectif des victimes de Garaison dépose 36 témoignages de victimes au tribunal de Tarbes,.
En avril 2025 l'évêque de Tarbes (Hautes-Pyrénées), Monseigneur Micas, suspend de ses fonctions à titre conservatoire un diacre, ancien surveillant à Garaison, accusé de violence et de voyeurisme par des témoignages de victimes.

### DVD
- Notre-Dame-de-Garaison : 500 ans d'histoires (en 2015). Un documentaire de Xavier Delagnes, avec Claude Lacroix (diacre permanent).